# Miguel Alfredo Olivera
Miguel Alfredo Olivera (1912 - 2008) fue un escritor argentino, novelista, cuentista, poeta y traductor. Estuvo vinculado con el grupo de la revista Sur [cita requerida] y con figuras emblemáticas de las letras argentinas, como Jorge Luis Borges y Victoria Ocampo.
Entre su vasta producción en prosa, se destaca El ramo de olivo, considerado por muchos críticos un modelo de prosa literaria,[cita requerida] en el que narra la vida de varias generaciones de los Olivera, una familia de larga historia en tierra americana, que se remonta a los tiempos virreinales.
Escribió, además, novelas (Memorias de la Casa Rosada, Las décadas del Dr. Savignac), ensayos (Teatro inglés del siglo XX), poesía lírica (Hojas secas, Égloga), obras de teatro (Camila O Gorman. Una tragedia argentina) y cuentos, muchos de ellos publicados en el periódico La Nación, al igual que sus poemas.
Presidió en cuatro oportunidades el PEN Club  de la Argentina, fue secretario de la Sociedad Argentina de Escritores (SADE) y fundador y director de su biblioteca.[cita requerida]